# Black Sabbath (disc)
Black Sabbath és el primer àlbum de la banda britànica de Heavy Metal Black Sabbath. Va ser gravat i publicat l'any 1969. Va arribar als top ten britànics, on va romandre per tres mesos.
Aquest primer treball de la banda ens dona la benvinguda amb l'ambient tempestuós i les campanades fúnebres del tema "Black Sabbath", un dels clàssics de la banda que va fonamentar el que fos coneguda com un grup satànic, doncs molts van veure en la sinistra lletra d'aquesta cançó una mostra irrefutable del compromís dels músics amb aquests corrents ocultistes. Curiosament, Geezer Butler (autor de la lletra) declararia que més que una oda al satanisme el tema era un advertiment davant el perill d'aquest tipus de pràctiques, havent estat per tant totalment malinterpretat.
La següent cançó és "The Wizard". Les lletres van ser inspirades en Gandalf, el bruixot de "El Senyor dels Anells" de J.J.R. Tolkien i musicalment destaca l'harmònica de Ozzy Osbourne. Li segueix "Behind the Wall of Sleep".
La següent cançó és "N.I.B.". La lletra ens parla en aquest cas de les temptacions demoníaques, i és ressenyable el sol de baix que introduïx la cançó.
La següent peça, titulada "Evil Woman", és un cover dels Crows. Li segueixen "Sleeping Village" i "Warning", aquest últim és un cover d'Ansley Dunbar Band.
En posteriors versions de l'àlbum s'inclouria la cançó "Wicked World", que va ser el primer single editat per la banda i prèviament a l'enregistrament del disc, pel que originàriament no formava part d'aquest.
Malgrat que va ser gravat en sols dos dies i amb un pressupost de 600 lliures, al que cal sumar-li la mala acollida que li va donar la crítica, va aconseguir arribar a la 8a posició de les llistes britàniques, gaudint de bastant popularitat entre el públic més jove. Com anècdota cap citar la misteriosa dona apareguda en la portada del disc, que segons membres de la banda va aparèixer misteriosament en la fotografia feta amb la finalitat de ser la portada, encara que la lògica ens digui que segurament es tracti d'un fotomuntatge. També es pot veure vagament, en la portada del vinil original, la figura d'un àngel i un dimoni al costat d'un dels arbres.

## Llista de Temes
1. "Black Sabbath" - 6:21
2. "The Wizard" - 4:24
3. "Behind The Wall of Sleep" - 3:38
4. "N.I.B." - 6:06
5. "Evil Woman" - 3:25
6. "Sleeping Village" - 3:46
7. "The Warning" - 10:32
8. "Wicked World" - 4:43

La duració dels temes depèn de les diferents remasteritzacions de l'àlbum.
Por exemple originalment N.I.B. i Behind The Wall Of Sleep apareixien com un tema sol.
El mateix passà amb Sleeping Village i The Warning.

## Integrants
- Ozzy Osbourne - Veu
- Tony Iommi - Guitarra
- Geezer Butler - Baix
- Bill Ward - Bateria